# Средоземна црноглава грмуша
Средоземна црноглава грмуша (лат. Curruca melanocephala) је честа и широко распрострањена типична грмуша из медитеранског региона. Као и већина врста Curruca, има различито мушко и женско перје . Одрасли мужјак има сива леђа, беличаст доњи део тела, црну главу, бело грло и црвене очи. Перје је донекле варијабилно чак и на истом локалитету, са интензитетом црвенкасте нијансе на горњој или доњој страни која варира од одсутне до (код неких подврста) изражене. Женка је углавном смеђе боје одозго и жућкасто-риђе одоздо, са сивом главом. Песма средоземне црноглаве грмуше је брза и звецкава, и веома је карактеристична за медитеранска подручја где се ова птица гнезди.

## Таксономија
Средоземну црноглаву грмушу је формално описао 1789. године немачки природњак Јохан Фридрих Гмелин у свом ревидираном и проширеном издању дела „Systema Naturae“ Карла фон Линеа. Сврстао ју је са плискама у род Motacilla и сковао биномно име Motacilla melanocephala. Јохан Фридрих Гмелин је свој унос засновао на опису италијанског зоолога Франческа Четија у његовој књизи „Gli uccelli di Sardegna“, објављеној 1776. године. Ово је био други том његове "Storia naturale di Sardegna". Чети није користио научна имена за врсту.  Када је превод Четијевих три тома објављен на немачком језику, преводилац Давид Пиш и уредник Натанаел Готфрид Леске укључили су додатак на крају трећег тома (објављеног 1784. године) у којем су предложили биномно име Motacilla melanocephala, идентично име које је касније усвојио Гмелин. Упркос овој ранијој публикацији, од 2023. године Јохан Фридрих Гмелин се сматра ауторитетом за ту врсту.
Врста је раније била сврстана у род Sylvia који је 1769. године увео италијански природњак Ђовани Антонио Скополи. Име рода потиче од модерне латинске речи silvia, шумског духа, сродне речи silva, што значи шума. Специфични епитет melanocephala потиче од старогрчких речи melas, „црн“, и kephale, „глава“. Тренутно, средоземну црноглаву грмушу је IOC сврстала у род Curruca, заједно са већином врста које су раније биле класификоване у род Sylvia.
Заједно са каспијском грмушом (Curruca mystacea), средоземна црноглава грмуша чини надврсту. Оба имају беле образе и светла грла, а иначе црне главе код одраслих мужјака, као и голи прстен око ока. грмуша црвеновољка (Curruca cantillans), која изгледа као најближи сродник ове надврсте, има тамно грло и груди и тамносиви горњи део главе код мужјака, али иначе дели ове карактеристике. Ове три врсте су сродне тамногрлој суперврсти коју чине рипелова грмуша (Curruca ruppeli) и кипарска грмуша (Curruca melanothorax), које такође деле бело подручје образа са црнкастим горњим делом.
Средоземна црноглава грмуша се може сматрати надврстом, подељеном на западну Curruca melanocephala и Curruca momus из сушнијих региона Блиског истока и суседне Африке.

### Подврсте
Постоје пет признатих подврста:
- Curruca melanocephala melanocephala (Gmelin, 1789) - Иберијски полуострво преко северног Средоземља до западне Турске. Простире се у Магреб из Иберијског полуострва, а у Либију из Италије преко Сицилије. Зими мигрира у Сахел и оазе у Сахари.[12]

Велика, дуга крила, врх репа прилично зашиљен. Тамна форма, обично б
ез црвенкасте боје код мужјака, али са претежно сивим боковима. Горња страна тела женки варира између тамно маслинасто смеђе и сивкасто маслинасте боје.
- Curruca melanocephala leucogastra (Ledru, 1810) - Канарска острва, старица, вероватно је луталица између источних острва и Магреба.[12]

Средње величине, кратких крила и великог кљуна. Птице са Тенерифа и Ла Палме (западни део) су најизраженије, тамне су одозго са зарђалом-беж нијансом на доњој страни код мужјака. Источне птице (Фуертевентура, Лансароте и Гран Канарија) су више сличне melanocephala и momus, али се разликују по димензијама. Често укључена у melanocephala ; филогенетски статус захтева преиспитивање.
- Curruca melanocephala momus (Hemprich & Ehrenberg, 1833) - Блиски исток. Станарица, забележена су локална кретања.[12]

Мање величине, кратких крила. Варира између смеђе-сиве и рђасте одозго; доња страна скоро увек има црвенкасту нијансу. Женке рђасте до рђаво маслинасте боје.
- Curruca melanocephala norissae (Nicoll, 1917) - Регион делте Нила. Изумрла је око 1940. године.[12]

Као momus, али обично је веома црвенкаста. Вероватно само локални морф momus.
- Curruca melanocephala valverdei (Cabot & Urdiales, 2005) - Од Тизнита у Мароку на југ до Северног повратника, у унутрашњости до ивице Сахаре . Стална станарица, али са неким сезонским кретањима.[12]

Средње величине, врх репа прилично квадратан. Веома чисте боје, најблеђа подврста. Доње стране чисто беле. Мат црна капа код мужјака. Млади јединке су изразито песковите. Недавно се одвојила од melanocephala
Географска варијација код средоземне црноглаве грмуше донекле се поклапа са Глогеровим правилом, мада не тако снажно као код неких других типичних грмуша. Неки аутори не прихватају валидност leucogastra и norissae, а valverdei је описан веома недавно. С друге стране, leucogastra може бити више од једне подврсте.

## Распрострањеност и станиште
Средоземна црноглава грмуша  се гнезди се у најјужнијим деловима Европе и мало у Азији, у Турској и на источном крају Средоземног мора. Ова мала птица певачица, за разлику од већине грмуша, није нарочито миграторна, али неке птице зимују у Северној Африци, а јавља се као луталица далеко од подручја гнежђења, чак до Велике Британије .

## Понашање и екологија
Ово је птица отворених простора и обрадивог земљишта, са жбуњем за гнежђење. Гнездо се гради у ниском жбуњу или купини, и полаже се 3-6 јаја. Као и већина грмуша, инсектојед је, али ће јести и бобице и друго меко воће.